# Entomophthora
Entomophthora er en slægt med ca. 70 arter, der alle lever som snyltere på insekter.

## Arter
- Almindelig flueskimmel (Entomophthora muscae)

### Andre arter
| - Entomophthora aphrophorae - Entomophthora arrenoctona - Entomophthora atrosperma - Entomophthora bereshkovaeana - Entomophthora blissi - Entomophthora blunckii - Entomophthora brevinucleata - Entomophthora bullata - Entomophthora byfordii - Entomophthora calliphorae - Entomophthora carpentieri - Entomophthora chromaphidis - Entomophthora cimbicis - Entomophthora coleopterorum - Entomophthora colorata - Entomophthora culicis - Entomophthora cyrtoneurae - Entomophthora destruens - Entomophthora dissolvens - Entomophthora egressa - Entomophthora erupta - Entomophthora exitialis - Entomophthora ferdinandii - Entomophthora fumosa - Entomophthora grandis - Entomophthora helvetica - Entomophthora hylemyiae - Entomophthora inexspectata - Entomophthora israelensis - Entomophthora jaapiana - Entomophthora jaczewskii - Entomophthora jassi - Entomophthora lauxaniae - Entomophthora lavrovii - Entomophthora leyteensis | - Entomophthora megasperma - Entomophthora muscivora - Entomophthora myrmecophaga - Entomophthora nebriae - Entomophthora oehrensiana - Entomophthora pallida - Entomophthora pelliculosa - Entomophthora phalloides - Entomophthora philippinensis - Entomophthora phryganeae - Entomophthora planchoniana - Entomophthora plusiae - Entomophthora pooreana - Entomophthora porteri - Entomophthora pseudococci - Entomophthora punctata - Entomophthora pustulata - Entomophthora pyralidarum - Entomophthora reticulata - Entomophthora richteri - Entomophthora rimosa - Entomophthora rivularis - Entomophthora scatophaga - Entomophthora schizophorae - Entomophthora schroeteri - Entomophthora simulii - Entomophthora sphaerosperma - Entomophthora syrphi - Entomophthora telaria - Entomophthora terrestris - Entomophthora thripidum - Entomophthora trinucleata - Entomophthora weberi - Entomophthora zabri |